# 街头足球

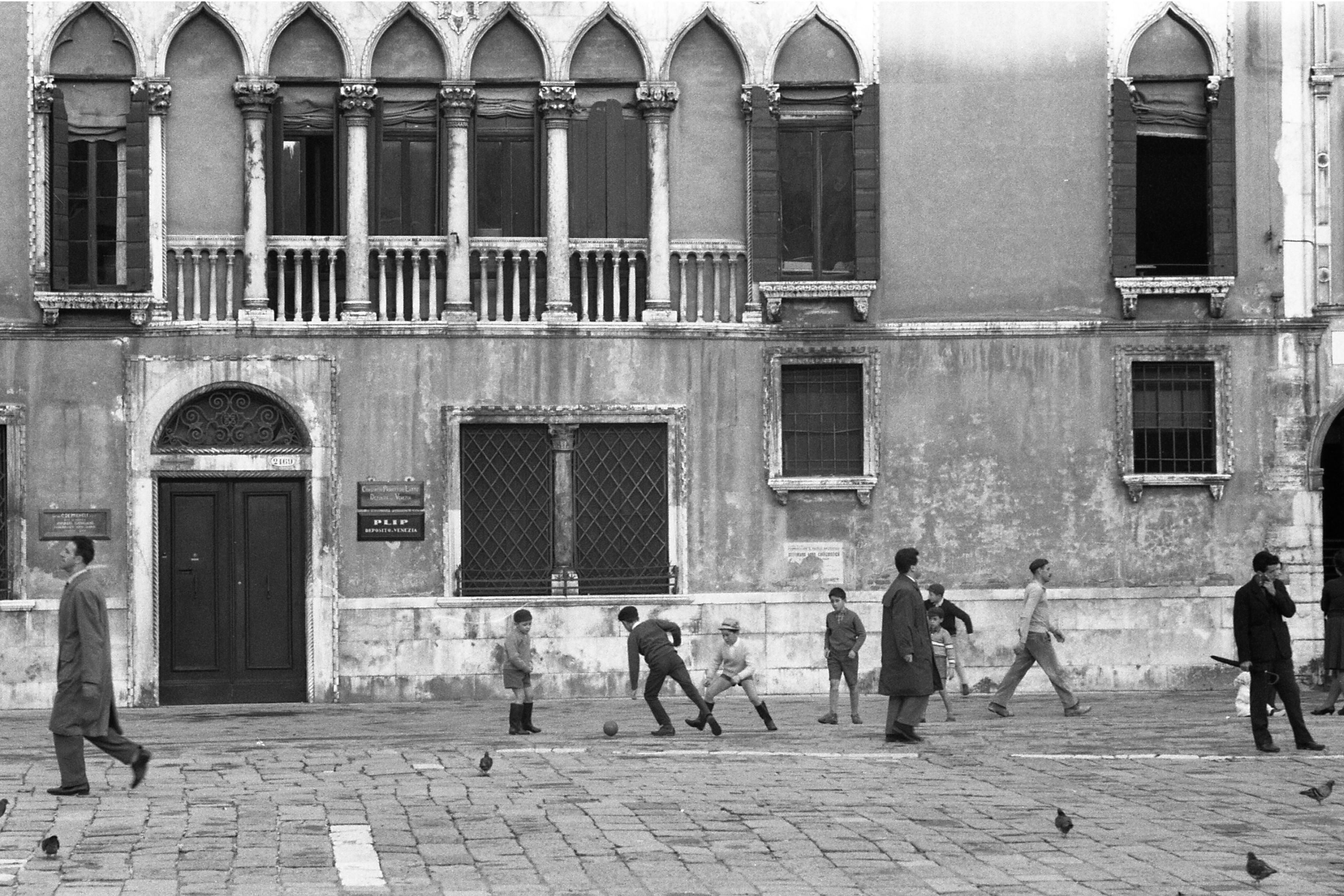
维也纳街头足球(1960)

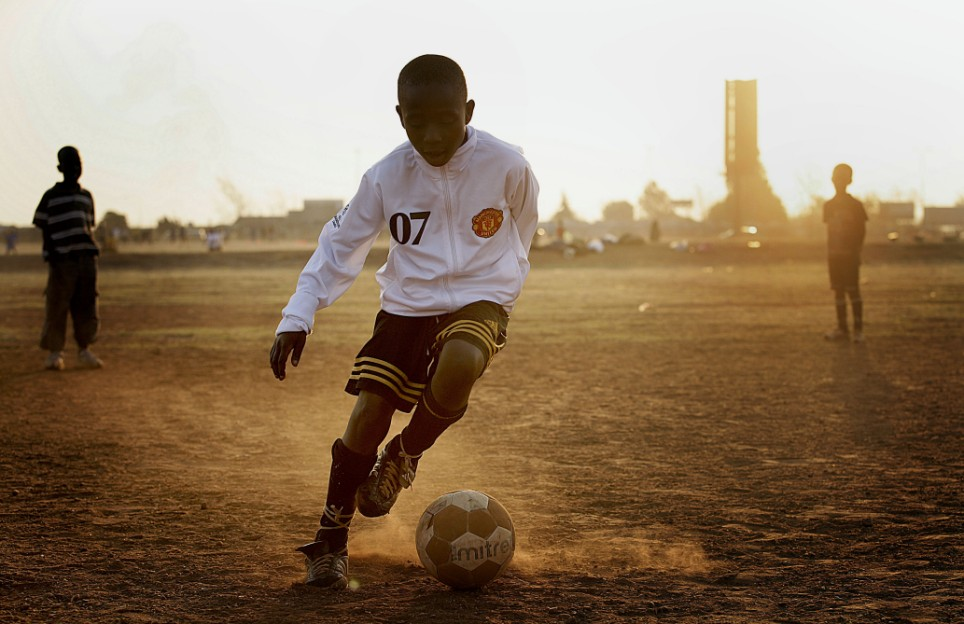
在南非约翰内斯堡索韦托的街头足球

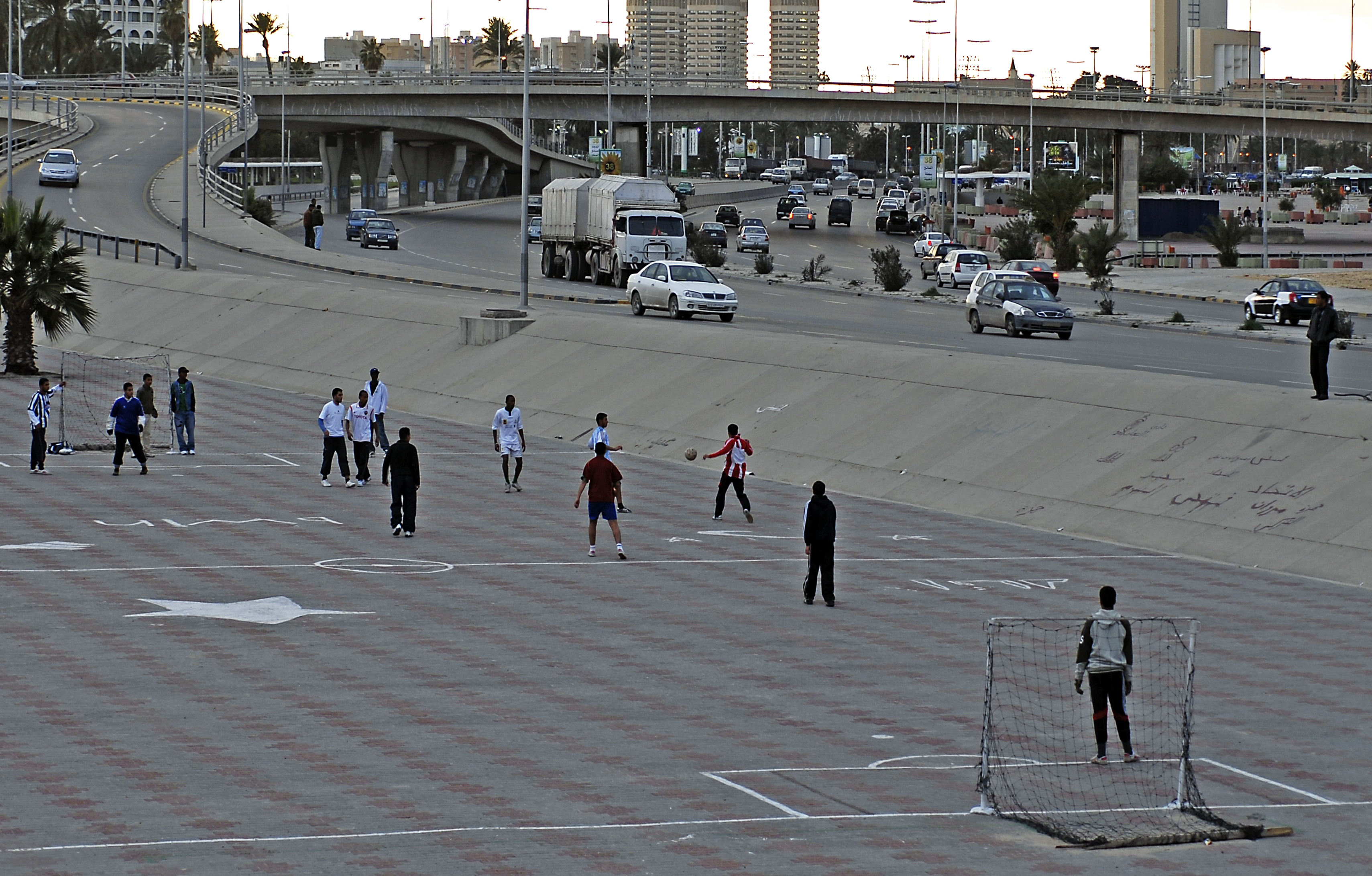
在利比亚，街头足球很常见，尤其是在高速公路和立交桥附近

街头足球的种类包含一些非正式的英式足球项目。这些足球运动项目或比赛不一定遵循正式的足球比赛规则，例如标准足球场地，场内标记，角旗或者裁判。

## 背景

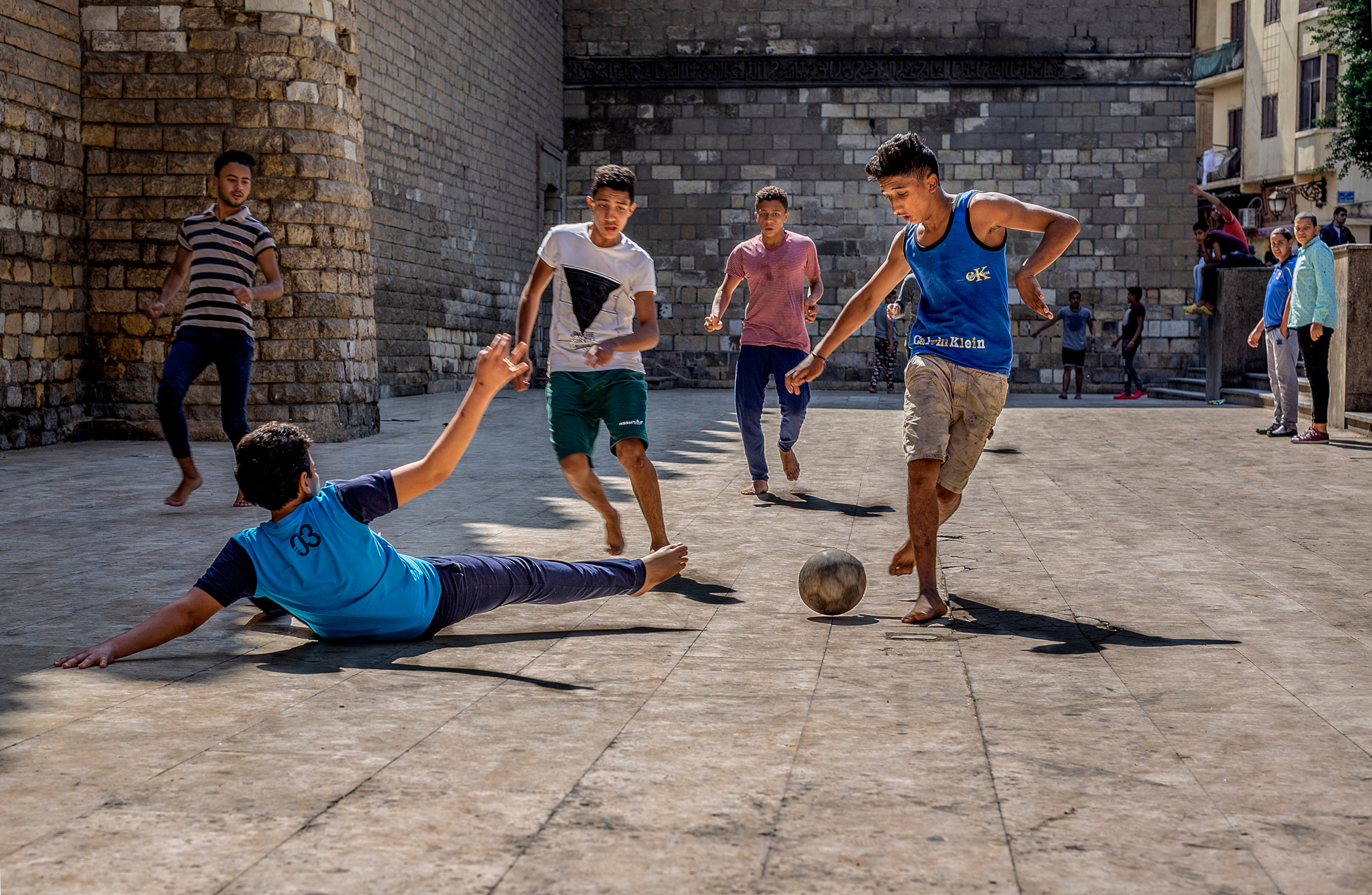
埃及男孩在踢街头足球

街头足球更类似于沙滩足球和五人足球，而不是标准的足球比赛。通常，最基本的方式将只涉及一个围栏或者门柱等可作为球门的东西。

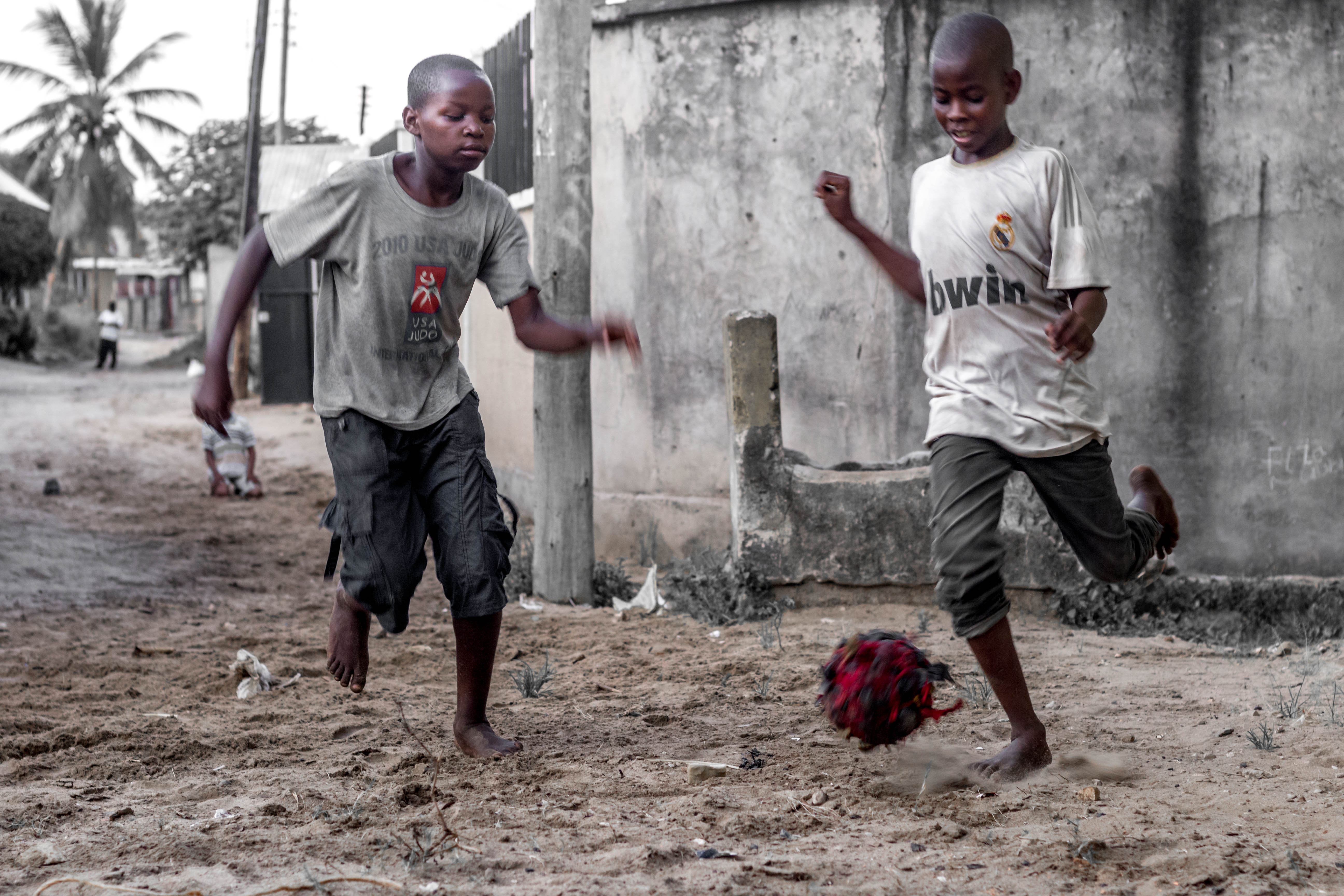
坦桑尼亚的孩子们玩临时的废弃足球

在某些情况下，标准足球并不可用，街头足球依赖于用废弃物制成的球，例如废弃塑料。 Handwalla Bwana在描述卡库马难民营的街头足球时说：“我们过去常常制作废弃足球。我们过去常常穿梭在垃圾桶之间，尽可能多地制作足球”，并将废弃球的使用归因于更适合他的脚。 约翰·克鲁伊夫曾说过“街头足球运动员比训练有素的教练更重要。”
在街道和空地上轻松玩这些非正式的足球游戏使足球成为世界上最受欢迎的运动。

## 组织与比赛
目前存在几个常见的街头足球组织（Streetfootballworld、美国的SSM Street Soccer、国际街头足球协会、WhizzKids United、Buntkicktgut、Street Soccer USA等）。如今，街头足球也是训练年轻足球运动员的一种方法 并通过花式足球来实现。自 2000 年代初期耐克开始通过电视广告专注于街头足球和花式足球以来，这种足球已经越来越受欢迎。
第一届街头足球世界锦标赛在德国首都柏林克罗伊茨贝格举行。 第一个国际化的世界街头足球锦标赛World Street 3s于2016年9月25日在曼彻斯特举办。
美国于2014年举办了首届国际赛事。由SSM Street Soccer主办的美国Panna & Freestyle Tournament比赛在加利福尼亚州圣何塞举行。 首届赛事包括花式足球、街头足球和带球穿裆过人（Panna）。此次活动吸引了来自世界各地的众多顶级专业人士到湾区进行评判和比赛。

## 电子游戏
2005年，视频游戏发行商Electronic Arts推出了FIFA Street，这是一个基于街头足球和花式足球的跨媒体制作。FIFA Street系列侧重于天赋、风格和技巧，反映了街头足球和花式足球在世界各地的街道和室外场地进行的文化。
2019年，Electronic Arts 为FIFA 20添加了Volta游戏模式。它与FIFA Street系列有相似之处，并且有一个街头足球运动员在各个队伍中打球的故事情节，在此过程中既结交了新朋友又失去了老朋友。